# کلیدزنی جابجایی-فرکانس

نمونه ای از FSK دودویی (BFSK)

کلیدزنی جابجایی-فرکانس (به انگلیسی: Frequency-shift keying, FSK) یا اف‌اس‌کا، روشی از مدولاسیون فرکانس است که در آن داده‌های دیجیتال توسط تغییرات گسستهٔ فرکانس موج حامل ارسال می‌شوند. این فناوری برای سامانه‌های مخابراتی مانند دورسنجی، رادیوگمانه بالون هواشناسی، شناسه تماس گیرنده، درب بازکن گاراژ و انتقال رادیویی با فرکانس پایین در باندهای VLF و ELF استفاده می‌شود. ساده‌ترین سبک آن، اف‌اس‌کای دودویی است که BFSK نامیده می‌شود. بی‌اف‌اس‌کا از یک جفت فرکانس گسسته برای ارسال اطلاعات دودویی (۰ و ۱) بهره می‌گیرد.

## مدوله‌سازی و وامدوله‌سازی
پیاده‌سازی مرجع مودم‌های اف‌اس‌کا وجود دارد و به تفصیل مستند شده‌است. دمدولاسیون یک سیگنال باینری اف‌اس‌کا را می‌توان با استفاده از الگوریتم گورتزل بسیار کارآمد، حتی در میکروکنترلرهای کم-مصرف، انجام داد.